# 木梨元次
木梨 元次（きなし もとつぐ）は、戦国時代から江戸時代にかけての武将。木梨氏は備後杉原氏の庶流で、備後国御調郡木梨庄を本拠とした国人。父は毛利氏家臣の木梨元恒。

## 生涯
備後国御調郡木梨庄を本拠とした国人で、毛利氏に仕えた木梨元恒の三男として生まれる。
毛利輝元に仕え、天正20年（1592年）から始まる文禄・慶長の役では次兄の木梨景吉（清右衛門）と共に朝鮮へ渡海し、槍働きで武功をたてる。慶長5年（1600年）の関ヶ原の戦いの際にも景吉と共に伊予国へ出陣し、加藤嘉明家臣で城代を務めた井上嘉之助を槍にて門扉に追い詰め、一番槍を名乗った。
関ヶ原の戦いの後に毛利氏が防長2ヶ国に減封されると、元次は毛利氏を離れて新たに筑前国福岡藩主となった黒田長政に仕官し、慶長6年（1601年）11月12日には黒田長政から筑前国御牧郡の猪熊村260石1斗2升2合2勺と島津村の内の39石8斗2升7合8勺、合計300石を与えられた。しかし、詳細は不明であるが黒田家での奉公が困難となる理由が生じたため、毛利家へ帰参することを長政に願い出て認められた。なお、元次同様に兄・景吉も毛利家を離れ、播磨国姫路藩主となった池田輝政に仕官している。
毛利家に帰参した元次は毛利秀就に仕え、黒田長政に与えられた禄高と同じく300石を与えられた。寛永4年（1627年）には秀就から「壱岐守」の受領名を与えられる。
寛永6年（1629年）閏2月15日、子の就時へ300石の知行を譲ることを秀就に認められ、寛永7年（1630年）3月7日、または同年3月17日に死去。